# Casa Theophile Verlaque
La Casa Theophile Verlaque  es una casa histórica ubicada en Ramona, California. La Casa Theophile Verlaque se encuentra inscrita  en el Registro Nacional de Lugares Históricos desde el 07 de agosto de 1991. Verlaque Theophile fue el arquitecto quién diseñó la Casa Theophile Verlaque.

## Ubicación
La Casa Theophile Verlaque se encuentra dentro del condado de San Diego en las coordenadas 33°02′43″N 116°51′43″O / 33.045278, -116.861944.